# Métropole de Néa Krini et Kalamaria

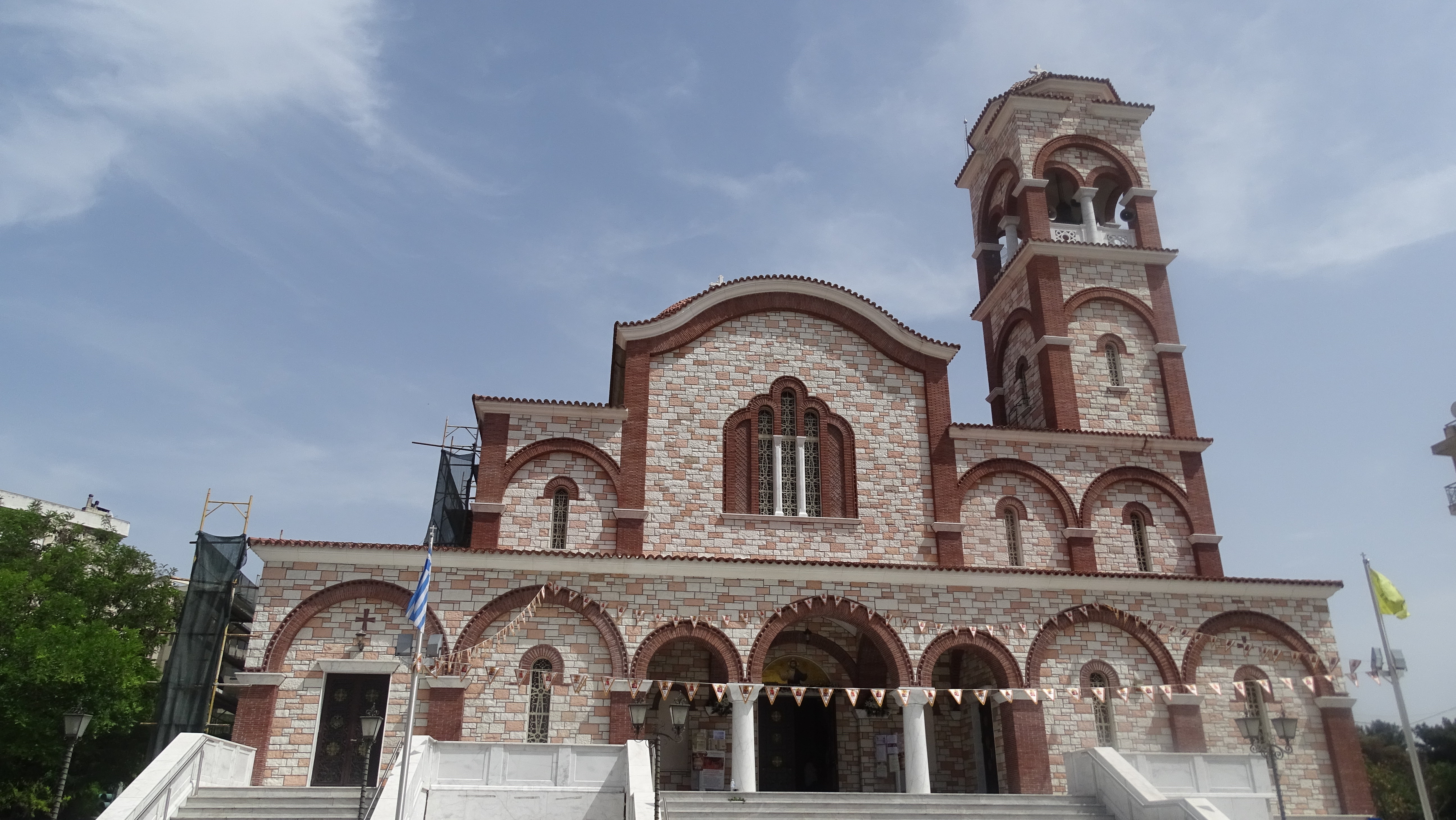
Église Saint-Panteleimon, Votsí, Kalamaria, Façade extérieure.

La Métropole de Néa Krini et Kalamaria (en grec byzantin : Ιερά Μητρόπολις Νέας Κρήνης και Καλαμαριάς) est un évêché du Patriarcat œcuménique de Constantinople qui a été provisoirement autorisé à participer à la vie synodale de l'Église orthodoxe de Grèce. Elle a son siège à Kalamaria dans la banlieue sud de Thessalonique et elle étend sa juridiction sur le territoire de huit districts municipaux. Elle a été fondée en 1974.

## La cathédrale
- C'est l'église de la Tranfiguration du Sauveur à Kalamaria.

## Les métropolites
- Justin (né Bardakas en 1969) depuis 2015.
- Procope (né Georgandopoulos en 1932), premier métropolite de Néa Krini de 1974 à 2015.

## Histoire
Deux métropoles ont été fondées en mai 1974 au détriment de celle de Thessalonique devenue trop importante : la métropole de Néa Krini et Kalamaria dans la banlieue sud et la Métropole de Néapolis et Stavroupolis dans la banlieue nord de l'agglomération.

## Le territoire
Il compte 17 paroisses réparties entre deux dèmes qui n'ont pas de limites communes et entre lesquels s'interpose le territoire de la Métropole de Cassandrie.
- Dème de Kalamaria :
  - Kalamaria (7 paroisses)
  - Néa Krini (en) (3 paroisses)

- Dème de Thermaïkós :
  - Epanomí (2 paroisses)
  - Vésiméri
  - Michaniónas (1 paroisse)
  - Angelochóri (1 paroisse)
  - Néa Kérasia (1 paroisse)
  - Péraia
  - Agía Triáda (1 paroisse)
  - Néi Epivátes (1 paroisse)

## Monastères
Il n'y en a pas sur le territoire de la métropole.

## Solennités locales
- Fête de la Transfiguration à Kalamaria le 6 août.
- Fête de la Mère de Dieu Phanéroméni à Néa Méchaniona le 23 août. Dans l'église de la Mère de Dieu Phanéroméni de Néa Méchaniona a été apportée l'icône miraculeuse de l'Ancienne Méchaniona de Thrace.

- Fête de saint Eugène de Trébizonde (en) à Kalamaria le 21 janvier.
- Fête de saint Argyre l'Épanomite (el) à Épanomi le 11 mai.

## Les sources
- (el) Le site de la métropole : https://imkal.gr/
- Diptyques de l'Église de Grèce, Diaconie apostolique, Athènes (chaque année)